# اینوغیسن
اینوغیسن (به عربی: إینوغیسن) یک شهرداری در الجزایر است که در استان باتنه واقع شده‌است.